# Amobi Okugo
Amobi Okugo, né le 13 mars 1991 à Hayward en Californie, est un joueur américain de soccer. Il joue au poste de défenseur central ou de milieu défensif au Bold d'Austin en USL Championship.

## Biographie

### En club
Amobi Okugo est le fils d'immigrés nigérians et grandit à Sacramento.
Après une seule saison en NCAA, Okugo anticipe son passage en pro et signe un contrat Génération Adidas avec la MLS. Il est repêché par l'Union de Philadelphie à la 6e position lors de la MLS SuperDraft 2010.
Le 8 décembre 2014, Okugo est échangé à Orlando contre une allocation monétaire et un choix lors du second tour de la MLS SuperDraft 2016. Il rejoint Aurélien Collin, Tally Hall et Kaká dans ce nouveau club de la MLS.